# Szentkatalin, Baranya
Szentkatalin este un sat în districtul Szentlőrinc, județul Baranya, Ungaria, având o populație de 102 locuitori (2011). 

## Demografie
Componența etnică a satului Szentkatalin
     Maghiari (91,21%)
     Germani (5,49%)
     Romi (3,3%)
Componența confesională a satului Szentkatalin
     Romano-catolici (45,1%)
     Fără religie (23,53%)
     Reformați (5,88%)
     Necunoscută (25,49%)
Conform recensământului din 2011, satul Szentkatalin avea 102 locuitori. Din punct de vedere etnic, majoritatea locuitorilor (91,21%) erau maghiari, existând și minorități de germani (5,49%) și romi (3,3%). Nu există o religie majoritară, locuitorii fiind romano-catolici (45,1%), persoane fără religie (23,53%) și reformați (5,88%). Pentru 25,49% din locuitori nu este cunoscută apartenența confesională.